# Opponent (promotie)
Een opponent is een lid van een promotiecommissie bij een wetenschappelijke promotie. De opponent dient zelf ook de graad van doctor te hebben en stelt tijdens de promotieplechtigheid kritische vragen aan de promovendus om vast te stellen of deze in staat is tot zelfstandig wetenschappelijk onderzoek.